# Cañones del Duero
Los Cañones del Duero es un espacio natural protegido por la Red Natura 2000 en la provincia de  Zamora (Castilla y León, España).
Incluye el tramo del río Duero situado desde la ciudad de Zamora y hasta la presa de Villalcampo, una vez se ha rebasado la confluencia con el río Esla. Las figuras de protección existentes son las de Lugar de Importancia Comunitaria con código ES4190102 y la de Zona de Especial Protección para las Aves con código ES0000206.

## Ubicación

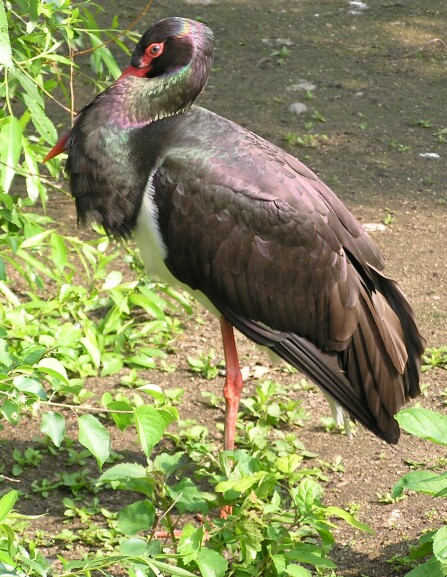
Cigüeña negra, una de las especies significativas por la que se declaró ZEPA a los «Cañones del Duero».

Se encuentra ubicado al oeste de la provincia de Zamora, dentro de las comarcas de Sayago y Tierra del Pan.
Afecta parcialmente a los municipios de Almaraz de Duero, Moral de Sayago, Moralina, Muelas del Pan, Pereruela, Villalcampo, Villaseco y Zamora.
Incluye el tramo del río Duero comprendido entre la ciudad de Zamora y hasta la presa de Villalcampo, una vez se ha rebasado la confluencia con el río Esla.

## Descripción
Este territorio se encuentra situado a ambas márgenes del Duero, una vez que ha rebasado la ciudad de Zamora y hasta la presa de Villalcampo, una vez se ha rebasado la confluencia con el río Esla. Se encuentra situado a una altitud media de entre 700 y 800 m y en él destacan los cantiles fluviales que han formado ambos ríos, con profundos escarpes de granito.
La márgenes del río se encuentran rodeadas de campos agrícolas con cultivos de secano tradicionales, pastizales y amplias superficies de vegetación mediterránea, entre los que destacan los extensos encinares alternados con matorral bajo. Además, la existencia de numerosos arroyos tributarios, ha creado la existencia de pequeños valles en los que proliferan bosques de ribera. En la zona destaca también la existencia del embalse de Villalcampo, de escaso interés para las aves acuáticas.
Los Cañones del Duero limitan al oeste con el espacio protegido de «Arribes del Duero» que incluyen el restante curso español del Duero. Los Arribes del Duero están designados como LIC (ES4150096) y ZEPA (ES0000118) y también como parque natural de Arribes del Duero.
| Provincia | Código | Municipio        | Figura RN2000 | Código UE | Nombre del lugar  | Área del lugar | Superficie en el municipio (ha) | % del municipio | % del total del lugar |
| --------- | ------ | ---------------- | ------------- | --------- | ----------------- | -------------- | ------------------------------- | --------------- | --------------------- |
| Zamora    | 49007  | Almaraz de Duero | LIC           | ES4190102 | Cañones del Duero | 13.611,20      | 1.610,23                        | 35              | 11,8                  |
| Zamora    | 49007  | Almaraz de Duero | ZEPA          | ES0000206 | Cañones del Duero | 17.374,01      | 2.753,35                        | 60              | 15,8                  |
| Zamora    | 49124  | Moral de Sayago  | LIC           | ES4190102 | Cañones del Duero | 13.611,20      | 3.751,55                        | 56              | 27,6                  |
| Zamora    | 49124  | Moral de Sayago  | ZEPA          | ES0000206 | Cañones del Duero | 17.374,01      | 4.385,67                        | 65              | 25,2                  |
| Zamora    | 49131  | Moralina         | ZEPA          | ES0000206 | Cañones del Duero | 17.374,01      | 7,28                            | 0               | 0,0                   |
| Zamora    | 49135  | Muelas del Pan   | LIC           | ES4190102 | Cañones del Duero | 13.611,20      | 402,80                          | 6               | 3,0                   |
| Zamora    | 49135  | Muelas del Pan   | ZEPA          | ES0000206 | Cañones del Duero | 17.374,01      | 942,55                          | 13              | 5,4                   |
| Zamora    | 49152  | Pereruela        | LIC           | ES4190102 | Cañones del Duero | 13.611,20      | 5.003,18                        | 31              | 36,8                  |
| Zamora    | 49152  | Pereruela        | ZEPA          | ES0000206 | Cañones del Duero | 17.374,01      | 5.806,33                        | 36              | 33,4                  |
| Zamora    | 49247  | Villalcampo      | ZEPA          | ES0000206 | Cañones del Duero | 17.374,01      | 23,06                           | 0               | 0,1                   |
| Zamora    | 49269  | Villaseco        | LIC           | ES4190102 | Cañones del Duero | 13.611,20      | 2.744,58                        | 79              | 20.2                  |
| Zamora    | 49269  | Villaseco        | ZEPA          | ES0000206 | Cañones del Duero | 17.374,01      | 3.452,13                        | 100             | 19,9                  |
| Zamora    | 49275  | Zamora           | LIC           | ES4190102 | Cañones del Duero | 13.611,20      | 70,89                           | 0               | 0,5                   |